# Hoofdreeksster type F
Een F-type hoofdreeks ster (F V) is een hoofdreeks-ster die brandt op waterstoffusie, een spectraal-classificatie F heeft en een lichtkracht klasse V. Deze sterren hebben 1,0 tot 1,4 keer de massa van de Zon en een oppervlaktetemperatuur tussen 6000 en 7600 K. Deze temperatuur geeft de ster een geel-witte kleur. Hierdoor wordt de ster soms ook een geel-witte dwerg genoemd.

## Voorbeelden
- Procyon A
- Tabit